# 박경호 (1949년)
박경호(朴慶鎬, 1949년 12월 1일~ )은 대한민국의 정치인이다. 대구 달성군수를 지냈으며 새누리당 대구시당 대외협력위원장 직잭을 지냈다.

## 학력
- 1956.03~1962.02: 화원초등학교
- 1962.03~1965.02: 달성중학교
- 1965.03~1968.02: 한남정보고등학교
- 1978.03~1980.02: 대구공업전문대학 기계학과 전문학사
- 1983.03~1985.02: 영남대학교 경영학과 학사
- 1989.03~1992.08: 영남대학교 경영대학원 경영학 석사 수료

## 경력
- 화원미곡처리장 대표
- 초대경상북도 의회 의원
- 달성청년회의소 1·2대 회장
- 대한곡물협회 경북지회장
- 한국자유총연맹 달성군지부장
- 대한체육협회 이사장
- 아시아정구협회 부회장
- 화원초등학교 총동창회장
- 1998년 7월 1일~2006년 6월 30일: 제31~32대 대구 달성군수(2선, 한나라당)
- 2009년 8월 14일~2017년 6월 1일: 한나라당 대구시당 대외협력위원장

## 표창
- 1987년: 내무부 장관 표창
- 1994년: 농림수산부 장관 표창
- 1996년: 체육훈장 맹호장
- 1997년: 대통령 표창

## 역대 선거 결과
|  | 61.0% |

|  | 46.31% |

|  | 76.83% |